# Bleichbadüberbrückung
Bleichbadüberbrückung ist ein fotografischer Entwicklungsprozess, der es ermöglicht, gleichzeitig Silber und Farbstoffe in einem Farbfilm zu erhalten.
Man kann bereits bei der Entwicklung des Negatives das Bleichbad auslassen und lässt damit das Silber in den einzelnen Farbschichten. Bei Kopien von solchen Negativen führt dies zu ausgeblicheneren Farben, da das Silber das gesamte Spektrum des weißen Lichtes absorbiert. Zusätzlich wird der Kontrast erhöht. Spitzlichter wirken ausgefressen und die Schatten werden sehr dunkel und zeichnungsarm.
Man muss deshalb bereits am Drehort spezielle Vorkehrungen treffen, um gute Ergebnisse zu erzielen. Da das Silber die Dichte des Negatives so stark erhöht, ist eine Unterbelichtung um etwa eine Blendenstufe ratsam. Zusätzlich kann man auch mit der Lichtsetzung experimentieren, um das Ergebnis zu verbessern. Das sehr scharfkantige Aussehen kann durch Diffusionsfilter etwas abgeschwächt werden. Die Bleichbadüberbrückung betont meist die bereits vorhandene Körnung und kann deshalb vor allem bei hochempfindlichen Material zu Problemen führen.
Wenn man mit dem Ergebnis unzufrieden ist, kann man ein bleichbadüberbrücktes Negativ noch einmal entwickeln und das Silber aus dem Material herauslösen. Wurde aber bereits am Drehort auf die speziellen Anforderungen für die Bleichbadüberbrückung eingegangen, so erhält man ein sehr flach ausgeleuchtetes Negativ mit wenig Kontrast, also das Gegenteil davon, was man eigentlich erreichen wollte. Eine teilweise Überbrückung ist nicht möglich, beziehungsweise nicht sehr empfehlenswert, da der chemische Prozess darauf ausgelegt ist, vollständig durchlaufen zu werden. Eine vorzeitige Entfernung aus dem Bleichbad kann zu sehr uneinheitlichen Ergebnissen führen.
Eine Alternative dazu ist die Bleichbadüberbrückung bei der Entwicklung der Kopie. Man kann wie bei der Bleichbadüberbrückung des Negatives vorgehen und erhält ähnliche Effekte. Im Unterschied zu der Bleichbadüberbrückung beim Negativ wird die Kopie direkt gezeigt und muss nicht erst kopiert werden. Dadurch werden die Farben zwar, wie auch bei der Kopie eines bleichbadüberbrückten Negatives, entsättigt, wirken jedoch auch zugleich dunkler und nicht so blass.
Eine Abwandlung dieses Vorganges ist der sogenannte ENR-Prozess. ENR steht für die drei Techniker bei Technicolor Rom, denen die Erfindung dieses Verfahrens zugeschrieben wird. Ähnliche Techniken sind aber auch unter den Namen CCE (Colour Contrast Enhancement, z. B. im Film Sieben) und NEC (Noir En Couleur, z. B. im Film Stadt der verlorenen Kinder) bekannt. Hier wird das Bleichbad zwar ganz normal durchlaufen, aber anstatt danach das Fixierbad anzuwenden, kommt der Film noch einmal in einen Schwarzweißentwickler. Im Unterschied zur Bleichbadüberbrückung kann auf diese Weise die Menge des im Film verbleibenden Silbers gesteuert werden. Man erhält auch bei diesen Techniken dunkle und ausgeblichene Farben.
Das in der Kopie verbliebene Silber absorbiert bei der Projektion mehr Licht und erwärmt sich deshalb auch stärker. Dies kann dazu führen, dass sich das Filmmaterial beginnt zu wellen und deshalb Probleme beim Scharfstellen verursacht.